# 도호쿠 신칸센
도호쿠 신칸센(일본어: 東北新幹線, とうほくしんかんせん)은 일본 도쿄도 지요다구의 도쿄역과 아오모리현 아오모리시에 있는 신아오모리역을 잇는 동일본 여객철도(JR 동일본)의 신칸센 노선이다.
정비 계획 구간인 모리오카 - 신아오모리 사이를 포함한 도호쿠 신칸센은 도쿄 - 신아오모리간이다.

## 노선 정보
- 노선 거리: 713.7 km (실제 거리 674.9 km)
- 운영 기관: 동일본 여객철도(전 구간)
- 궤간: 1,435 mm (표준궤)
- 통행 방식: 좌측 통행
- 역 수: 23
- 복선 구간: 전 구간
- 전철화 구간: 전 구간(교류 25,000 V 50 Hz)
- 보안 장치: DS-ATC
- 구조 종별 연장 비율[1]
  - 도쿄 - 모리오카 노반 5%, 교량 16%, 고가다리 56%, 터널 23%
  - 모리오카 - 하치노헤 노반 14%, 교량 4%, 고가다리 9%, 터널 73%
  - 하치노헤 - 신아오모리 노반 15%, 교량 5%, 고가다리 18%, 터널 62%
- 최고속도：
  - 도쿄 - 오미야：110 km/h
  - 오미야 - 우쓰노미야：275 km/h (E5계 하야부사만 해당. 다른열차는 240 km/h)(설계속도: 310 km/h)
  - 우쓰노미야 - 모리오카：320 km/h (E5계 하야부사만 해당. 다른열차는 275 km/h)(설계속도: 360 km/h)
  - 모리오카 - 신아오모리：260 km/h (설계속도: 350 km/h)

### 연표
- 1971년 11월 28일 - 기공.
- 1979년 - 오야마역 부근에서 시작 차량의 주행 시험을 개시.
- 1982년 6월 23일 - 오미야역 - 모리오카역 구간 (465.2 km) 잠정 개통. '야마비코'·'아오바'운행 개시. 최고 속도 210 km/h. 2002년 12월의 하치노헤 연장 개업시에 본선으로서 사용되게 된 모리오카역 - 모리오카 신칸센 제1운전소(현：모리오카 신칸센 차량센터) 사이의 회송선도 공용 개시. 200계 영업 운행 개시.
- 1982년 11월 15일 - 본개통. (동시에 조에쓰 신칸센 개업.)
- 1985년 3월 14일 - 우에노역 - 오미야역간 (27.7km) 및 미즈사와에사시역, 신하나마키역 개업. 최고 속도를 240 km/h로 상향.
- 1987년 4월 1일 - 일본 국철의 분할·민영화에 의한 JR각사의 발족에 수반해 전선이 동일본 여객철도에 이관.
- 1990년 1월 22일 - 도쿄역 연장 공사 중 제1우에노 터널(통칭：오카치마치 터널) 현장에서 갱내에 토사가 유출되어 지상의 도로가 함몰되는 사고 발생.
- 1990년 3월 10일 - 구리코마코겐역 개업.
- 1991년 6월 20일 - 도쿄역 - 우에노역간 (3.6km) 개통, 도쿄역 노선 연장을 완수한다.
- 1992년 7월 1일 - 야마가타 신칸센(후쿠시마역 - 야마가타역 구간) 개업으로 직통 운행 개시. 200계와 400계 병결 운행 개시.
- 1994년 7월 15일 - E1계 Max가 영업 운행을 개시. 'Max 야마비코'·'Max 아오바'를 신설.
- 1995년 12월 1일 - 도쿄역 - 나스시오바라역 구간에서 '나스노'·'Max 나스노' 운행 개시. '아오바'·'Max 아오바'를 감편.
- 1997년 3월 22일 - 아키타 신칸센 개업으로 직통 운행 개시. 최고 속도를 275 km/h로 향상. 같은 날 E2계가 영업 운행을 개시. E2계와 E3계가 병결 운행 개시.
- 1997년 10월 1일 - 나가노 신칸센(현 호쿠리쿠 신칸센) 개통. 열차 애칭을 행선지별로 정리해 '아오바'·'Max 아오바'를 폐지하고 '야마비코'·'Max 야마비코'에 통합했다.(자세한 것은 후술)
- 1997년 12월 20일 - E4계 Max가 영업 운행을 개시.
- 1999년 12월 4일 - 야마가타 신칸센, 야마가타역 - 신조역 구간 연장 개업.
- 2001년 9월 21일 - 야마가타 신칸센의 병결 상대가 200계로부터 E4계로 한정.
- 2002년 6월 23일 - 도호쿠 신칸센 오미야 개통 20주년에 맞추어 200계 F93편성을 사용한 '추억의 아오바'를 운행.
- 2002년 12월 1일 - 모리오카역 - 하치노헤역간 (96.6 km) 연장 개통. 동시에 DS-ATC를 채용.
- 2005년 11월 27일 - 후루카와역 - 모리오카역 구간에서 시발로부터 DS-ATC 사용 개시.
- 2005년 12월 10일 - 다이어 개정으로 센다이 이북에서 Max 야마비코의 정기 운용 종료.
- 2006년 10월 15일 - 신시라카와역 - 후루카와역 구간의 DS-ATC 사용 개시.
- 2007년 3월 18일 - 건강 증진법 제25조에 의해 전차량의 금연을 실시.
- 2007년 7월 22일 - 도쿄역 - 신시라카와역 구간에서 DS-ATC 사용 개시. 이것에 의해 전 구간이 DS-ATC화되었다.
- 2010년 12월 4일- 하치노헤역 - 신아오모리역 구간이 연장 개통.
- 2011년 3월 5일 - E5계 '하야부사' 영업 운행을 개시. 오미야 - 우쓰노미야 구간 영업 최고속도 275 km/h, 우쓰노미야 - 모리오카 구간간 영업 최고속도 300 km/h로 향상.
- 2013년 3월 16일 - 우쓰노미야 - 모리오카 구간이 영업 최고속도 320 km/h로 향상.
- 2014년 3월 15일 - 고마치·하야부사 모든 열차가 영업 최고속도 320 km/h로 인상.
- 2016년 3월 26일 - 홋카이도 신칸센의 신하코다테호쿠토역까지 직결운행 개시.

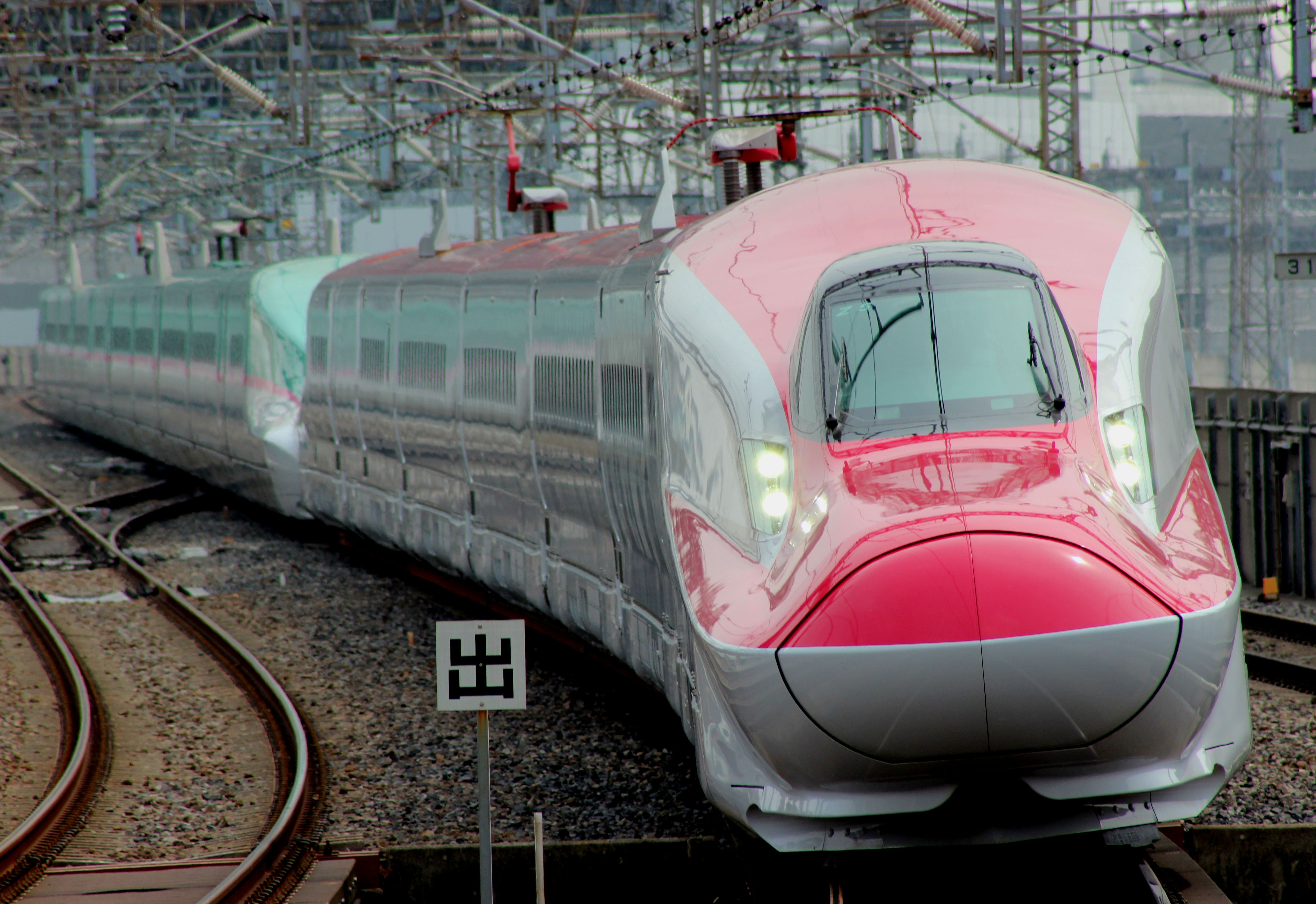
E6계「슈퍼코마치」 - 오미야 역(2013년 3월 촬영)

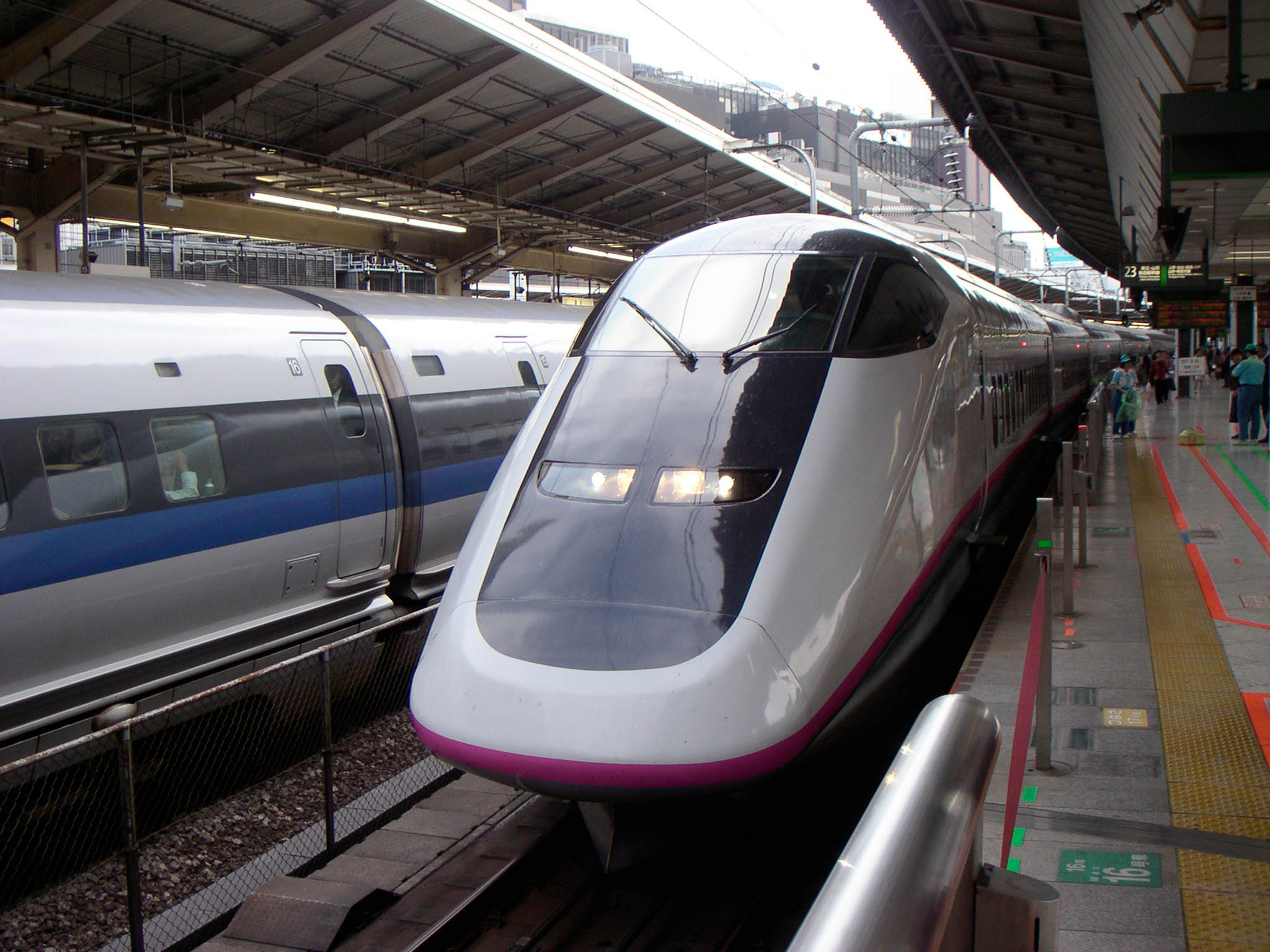
E3계 고마치- 도쿄역(2005년 10월 촬영)

E5계-고리야마 역(2015년 4월 촬영)

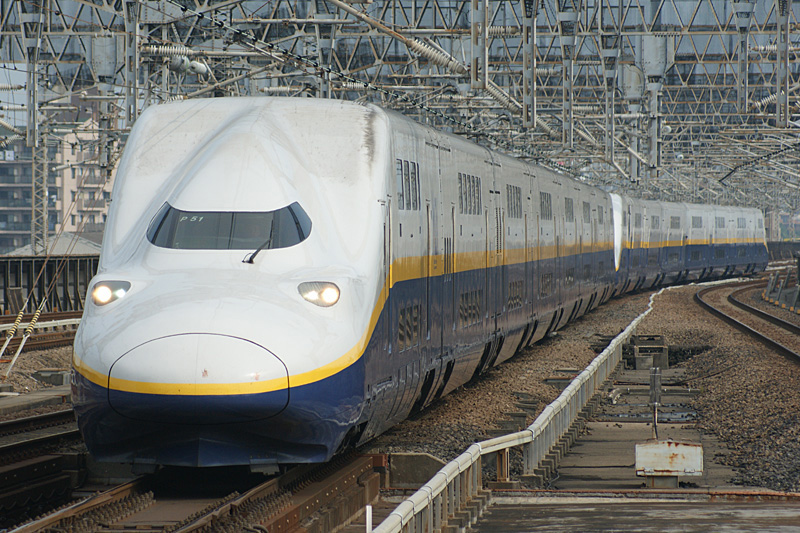
E4계-오미야 역(2008년 7월 촬영)

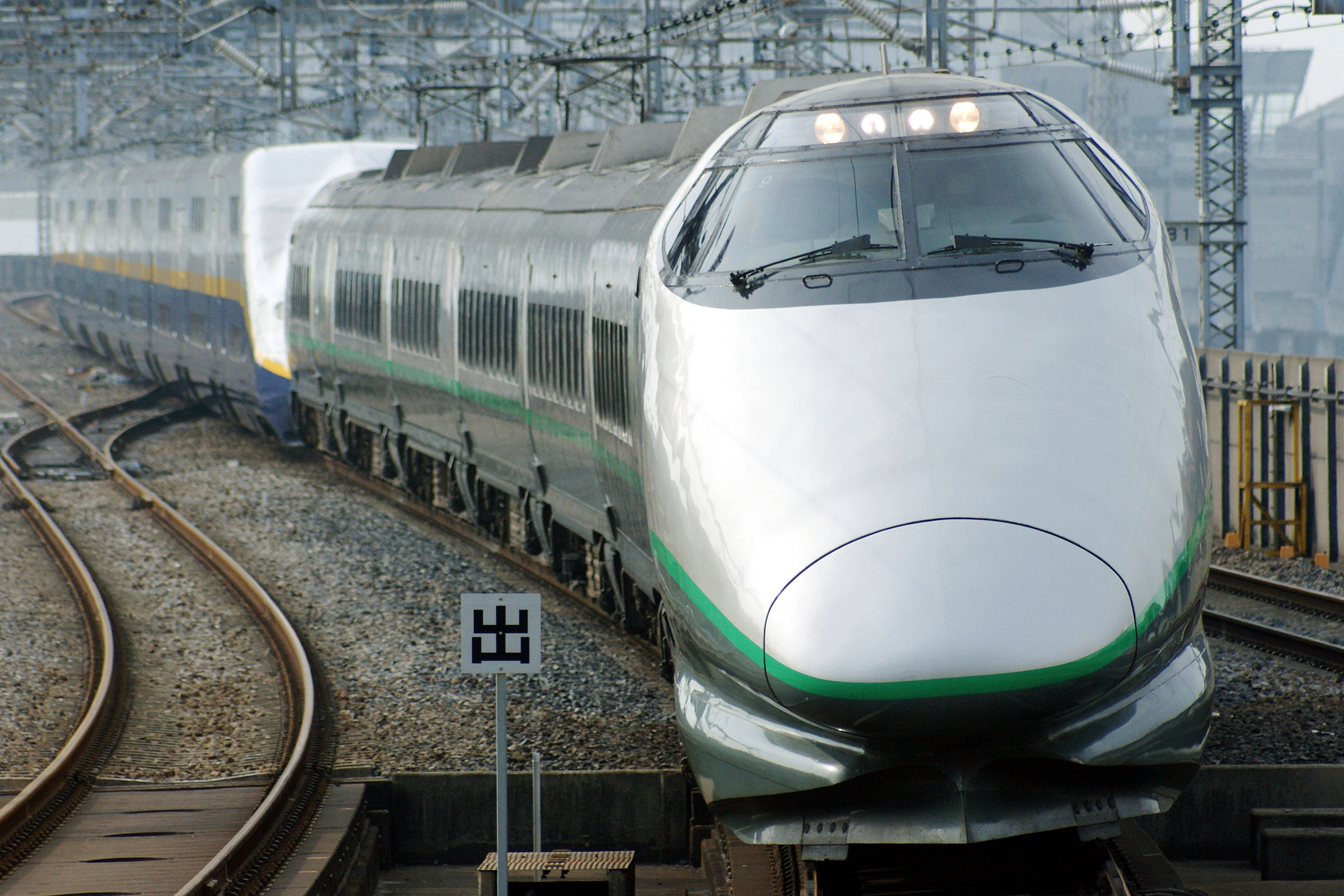
400계「쓰바사」 - 오미야 역(2008년 7월 촬영, 리뉴얼이 완료된 차량)

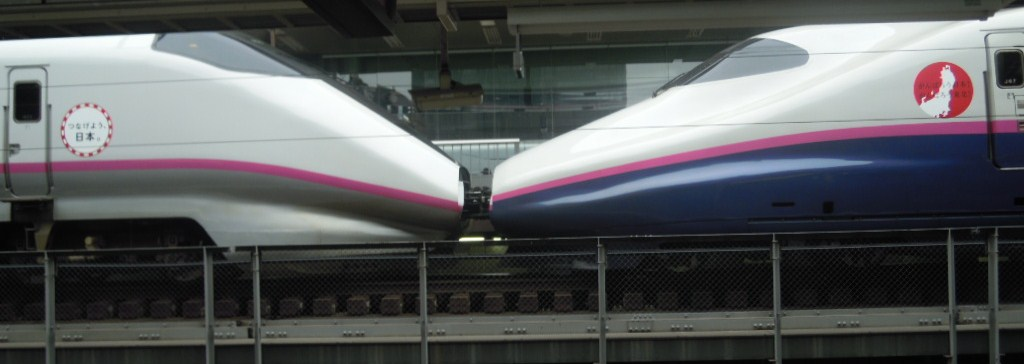
E3계 + E2계

### 도호쿠 조에쓰 신칸센 계통 운영
도호쿠 신칸센 (오미야 역 - 모리오카 역 구간)과 조에쓰 신칸센 (오미야 역 - 니가타 역 구간)의 건설 공사가 거의 동시에 이루어져 비슷한 시기에 연이어 개업했으며, 차량도 개업 당시부터 200계가 공통 차량으로 활용되었다. 또한 서쪽의 도카이도 산요 신칸센에 대한 동쪽 호칭으로서 어조가 좋은 점을 이유로 두 선을 함께 "도호쿠 조에쓰 신칸센"이라고 부르게 되었다.
노선 다이어그램에서 "도호쿠 조에쓰 신칸센"의 라인 컬러로 사용되고 또한 당시 "도호쿠 조에쓰 신칸센" 차량의 색상으로도 사용된 "녹색"은 지금도 JR 동일본이 기업 컬러로 활용되고 있다. 한편 1992년 개업한 야마가타 신칸센 400계 (및 이후 등장한 E3계)도 당시 "도호쿠 조에쓰 신칸센" 라인 컬러인 녹색 계열의 라인을 갖추고 있지만, 1997년 이후 개업한 아키타 나가노 각 신칸센 차량들 (E2 계 및 E3 계열)은 등장 초기부터 디자인을 달리하고 녹색 계열의 색상을 가지지 않는다.
야마가타 신칸센 아키타 신칸센 나가노 신칸센이 개업한 후 총칭으로서 이러한 신칸센 포함하여 부르게 되어 있다. 이러한 신칸센 열차가 달리는 도쿄역 - 오미야 역에서는 "도호쿠 야마가타 아키타 조에쓰 나가노 신칸센" 또는 "도호쿠 조에쓰 나가노 신칸센"으로 소개되었다. 다만 이러한 신칸센의 노선이 연장하게 되어 오미야 역 발 신칸센 도쿄 방면 단거리 신칸센로 표기된 "토호쿠 조에쓰 신칸센"라는 표기는 현재는 일부 지도에서 볼 수 있는 정도이다. 또한 도쿄역과 우에노 역 등 도쿄 도심 역 출발 안내 전광판과 창구 상단의 공석 상황 화면 등에서는 "도호쿠 야마가타 아키타 신칸센 출발 안내"와 "조에쓰 나가노 신칸센 공석 상황" 등 대략적인 방면 분할로 도호쿠 신칸센 방면과 조에쓰 신칸센 방면으로 나누어 있는 것도 있다.

### 홋카이도 신칸센과의 연결 계획
2010년 12월 4일, 도호쿠 신칸센은 하치노헤 역 - 신아오모리 역 사이가 연신되고 전선 개업되었다. 2010년 12월 당시 도쿄역 - 신아오모리 역간 소요 시간은 현재 3시간 10분이었으나, 2013년 초에 가장 빠른 등급에서 3시간 5분까지 단축되었다. 미래에 360 km/h으로 영업속도가 증가할 경우 2시간 40분까지 단축될 것으로 예상하고 있다.
2016년 3월 26일, 홋카이도 신칸센은 신아오모리 역 - 신하코다테호쿠토 역 사이가 연신되고 부분 개업되었다. 홋카이도 신칸센은 도호쿠 신칸센과 직결 운행되며, 도쿄역 - 신하코다테호쿠토 역 구간을 1일 10개 왕복열차로 연결하며, 소요시간은 약 4시간 2분 가량이다.

### 홋카이도·호쿠리쿠 신칸센 계획
호쿠리쿠 신칸센과 홋카이도 신칸센이 개업함에 따라, 오미야역과 도쿄역 간의 병목 현상이 심해질 것으로 예상되고 있기 때문에 신주쿠역으로 지선을 만들어 수요 분산을 유도해야 한다는 의견과 도쿄 외곽에 위치한 중간정차 역에서 종착하는 열차를 늘려 운행해야 한다는 의견, 그리고 병합 구간인 다카사키 - 도쿄 구간에서 열차 병결을 해야 한다는 의견이 있다.
현재 피크 오미야 역 - 도쿄역 사이의 운행 횟수는 시간당 12건이지만 회차 열차의 배치를 포함하면 설계 시간 당 15건 (4 분 간격)를 확보할 수 없게 되었다. 현재 운행 횟수는 개업 때부터 해마다 증가하고 있어 도쿄역 용량을 고려하면 이 구간의 운행에 큰 병목이 생기게 된다. 다만 신주쿠역으로 별도의 지선을 만드는 방안은 다소 현실성이 떨어져 우쓰노미야역 같은 도쿄 근교의 중간정차 역에서 종착하는 열차를 늘리는 방안이 동일본 여객철도 내에서 공식적인 대안으로써 힘을 얻고 있다.

## 개요
전국 신칸센 철도 정비법에 의거한 신칸센 철도로서 처음 계획된 3개 노선 중 하나이다. 도쿄-모리오카 간은 1971년에 착공하여 1982년에 오미야-모리오카 간이 개통하였으며, 1991년에는 도쿄-모리오카 간이 개통하였다. 한편, 모리오카-신아오모리 간은 1973년에 정비 계획이 결정된 5개 노선(소위 '정비 신칸센') 중 하나로, 모리오카-하치노헤 간이 2002년 개통하였고, 하치노헤-신아오모리 구간은 2010년에 개통하였다.
선내의 시로이시자오역 - 센다이역 사이에 있는 25.7km의 직선 구간은 일본 최장의 선로의 직선 구간이다.
2013년 3월부터 일부 열차가 영업 최고속도 320km/h 운행을 시작했다. 2014년 기준으로, 중국 고속철도가 350km/h 운행을 중단하고 있기 때문에 사실상 아시아 최고속도로 영업 주행하는 고속철도 노선이다.

### 이용 상황
현재 JR 동일본이 소유하는 신칸센 중에서는 가장 수송 인원이 많은 신칸센이다. 국토교통성의 철도 수송 통계 연보에 의하면 2005년도의 수송 인원은 8,168만 명(도쿄-하치노헤)이었다. 덧붙여 다른 신칸센의 수송 인원은 조에쓰 신칸센(오미야-니가타)이 3,673만 명, 나가노 신칸센(다카사키-나가노)이 965만 명, 도카이도 신칸센이 14,350만 명, 산요 신칸센이 6,057만 명, 규슈 신칸센이 397만 명이었다.
교통 수요에 대해 국토교통성(당시는 운수성)이 2000년에 조사한 도도부현간 여객 유동 데이터에 의하면 도쿄도로부터 철도로 타 도/부현으로 이동한 연간 여객 가운데 도호쿠 신칸센 연선 각 현(사이타마현 제외)의 연간 여객수는 819.6만 명이었다. 연간 여객수가 가장 많았던 것은 도치기현의 307.5만 명이며, 그 다음에 미야기현의 219.6만 명, 후쿠시마현의 194.6만 명, 이와테현의 97.9만 명이었다. 수도권(도쿄 도 + 가나가와현 + 사이타마 현 + 지바현)으로부터 연선 각 현에의 연간 여객수는 도치기 현이 481.8만 명으로 가장 많고, 그 다음에 미야기현 356.6만 명, 후쿠시마 현 343.8만 명, 이와테 현 150.3만 명이다.
또, 연선 각 도/현간을 유동하는 출발 철도 여객수는 도쿄 도 출발객이 819.6만 명으로 가장 많고, 그 다음에 도치기 현의 622.1만 명, 미야기현의 608.8만 명, 후쿠시마 현의 468.3만명, 이와테 현의 266.9만 명이며, 같은 목적지 여객수는 도쿄 도를 목적지로 하는 손님이 824.6만 명, 미야기현이 566.9만 명, 도치기 현이 544.5만 명, 후쿠시마 현이 484.3만 명, 이와테 현이 267.8 만 명이었다.
| 출발지＼목적지 | 도쿄권＊ | 도치기 현 | 후쿠시마 현 | 미야기현 | 이와테 현 | 합계   |
| -------------- | -------- | --------- | ----------- | -------- | --------- | ------ |
| 도쿄권＊       | -        | 4,818     | 3,438       | 3,566    | 1,503     | 13,325 |
| 도치기현       | 5,749    | -         | 134         | 276      | 62        | 6,221  |
| 후쿠시마현     | 3,444    | 244       | -           | 900      | 95        | 4,683  |
| 미야기현       | 3,608    | 316       | 1,146       | -        | 1,018     | 6,088  |
| 이와테현       | 1,550    | 67        | 125         | 927      | -         | 2,669  |
| 합계           | 14,351   | 5,445     | 4,843       | 5,669    | 2,678     | -      |

(단위：천명 / 해)
- 도쿄권：도쿄도, 사이타마현, 지바현, 가나가와현

또 실제의 이용 상황은 다음과 같다.
「하야부사」·「하야테」·「고마치」
도쿄 - 센다이 사이는 매우 혼잡하지만, 전차 지정석이기 때문에 지정권이 없으면 착석 할 수 없다. 만석의 경우는 입석 특급권이 발매되지만 객실 입장은 제한된다. 그 때문에 객실내에서 입석 손님이 나오는 것은 없다(장해시 제외). 주말이나 귀성 시기는 센다이 이북의 하행 오전 출발편, 상행의 저녁 도착편(모두 도쿄 기준)을 중심으로 지정권을 취득하기 어려워진다. 이 경우는 센다이·모리오카로의 「야마비코」 환승을 검토하게 된다.
「야마비코」·「나스노」·「쓰바사」
도쿄 - 우쓰노미야 사이는 혼잡하며, 특히 오미야 - 우쓰노미야간은 매우 혼잡해 자유석에서는 착석 할 수 없는 경우가 있다. 이 구간에서 착석 하고 싶은 경우는 지정석을 확보하든지, 자유석이 많은 「나스노」를 선택해 승차하면 좋다. 한편, 우쓰노미야 이북에서는 「나스노」의 경우 거의 착석 할 수 있어 「야마비코」·「쓰바사」에서도 공석을 볼 수 있는 것이 많다. 덧붙여 센다이 시발 종착편의 후쿠시마 이북, 모리오카 시발 종착편의 센다이 이북에서는 성수기여도 지정석에 여유가 있는 열차가 대부분이다.

### 역내 배선도
| 배선분류 | 2면4선                                      | 2면2선+통과선                                       | 2면2선                                                                                         |
| 배선도   |                                             |                                                     |                                                                                                |
| 해당역   | 우에노역・센다이역 하치노헤역・신아오모리역 | 우쓰노미야역・신시라카와역 후루카와역・이치노세키역 | 구리코마 고원 역・미즈사와에사시역 신하나마키역・이와테누마쿠나이역 니노헤역・시치노헤토와다역 |

| 배선분류 | 3면6선   | 2면4선+통과선 |
| 배선도   |          |               |
| 해당역   | 오미야역 | 후쿠시마역    |

| 배선분류 | 2면3선+통과선                                                   | 2면4선     | 2면4선(종착역) |
| 배선도   |                                                                 |            |                |
| 해당역   | 오야마역・고리야마역・기타카미역 나스시오바라역・시로이시자오역 | 모리오카역 | 도쿄역         |

### 운임과 특급 요금
운임은 영업 킬로에 근거해 산출한다. 도쿄 - 모리오카간의 영업 거리는 도호쿠 본선과 동일하게 되어 있다(동구간의 영업 거리는 535.3km, 실제 거리는 496.5km). 모리오카 이북의 영업 거리는 병행하는 JR의 노선이 없기 때문에 실제 거리(신칸센으로의 실제의 거리)가 이용되고 있다.
특급 요금은 「삼각표」라고 칭하는 것에 의해 각 역간 개별적으로 정해져 있다. 한편, 이 각 역간의 특급 요금은 해당 구간의 영업 거리에 근거해 산출된 것이다. 영업 거리에 대응하는 특급 요금 및 그 외의 특정의 구간의 특급 요금은 다음과 같다.
다만, 오미야 - 모리오카간에 대해서는 1982년의 오미야 잠정 개통시 「영업 거리가 500km를 조금 넘기(505km)때문에 특급 요금 부담 증가가 된다」라는 일이 종착역인 모리오카로 문제가 되어, 당시 일본 국철이 이 구간에 도착해 특례 조치를 취한 경위로부터 401-500km 구분의 특급 요금이 되어 있다.
| 영업 거리・구간 | 영업 거리・구간                                                   | 특급 요금（엔） ※1 | 특급 요금（엔） ※1 | 특급 요금（엔） ※1 | 특급 요금（엔） ※1 |
| 영업 거리・구간 | 영업 거리・구간                                                   | 자유석 ※2          | 통상기 지정석      | 비수기 지정석      | 성수기 지정석      |
| --------------- | ----------------------------------------------------------------- | ------------------ | ------------------ | ------------------ | ------------------ |
| 100km 이하      | 인접역간（50km 이하）, 이치노세키 - 기타가미, 기타가미 - 모리오카 | 840                | 2,300              | 2,100              | 2,500              |
| 100km 이하      | 인접역간（51 - 100km）, 후루카와 - 이치노세키                     | 950                | 2,300              | 2,100              | 2,500              |
| 100km 이하      | 상기 이외                                                         | 1,790              | 2,300              | 2,100              | 2,500              |
| 101 - 200km     | 우에노 - 우쓰노미야                                               | 2,200              | 2,710              | 2,510              | 2,910              |
| 101 - 200km     | 상기 이외                                                         | 2,520              | 3,030              | 2,830              | 3,230              |
| 201 - 300km     | 201 - 300km                                                       | 3,370              | 3,880              | 3,680              | 4,080              |
| 301 - 400km     | 301 - 400km                                                       | 4,100              | 4,610              | 4,410              | 4,810              |
| 401 - 500km     | 401 - 500km                                                       | 4,620              | 5,130              | 4,930              | 5,330              |
| 501 - 600km     | 오미야 - 모리오카                                                 | 4,620              | 5,130              | 4,930              | 5,330              |
| 501 - 600km     | 상기 이외                                                         | 4,940              | 5,450              | 5,250              | 5,650              |
| 601km 이상      | 601km 이상                                                        | 5,290              | 5,800              | 5,600              | 6,000              |

- ※1 도쿄역과 오미야역 더 먼 곳의 각 역과의 사이의 특급 요금은 도쿄역 발착의 영업 거리는 사용하지 않고, 우에노역 발착의 영업 거리로 산출한 특급 요금에 200엔을 가산한 금액이다.
- ※2 모리오카 - 하치노헤간에서는 특정(입석)특급권구간.

### 역 목록
| 한글 이름        | 일본어 이름  | 영업 거리 (km) | 실제 거리 (km) | 환승 노선 | 소재지     | 소재지                         |
| ---------------- | ------------ | -------------- | -------------- | --- | ---------- | ------------------------------ |
| 도쿄             | 東京         | 0.0            | 0.0            | 도카이 여객철도 도카이도 신칸센 동일본 여객철도 야마노테 선 · 게이힌도호쿠 선 · 도카이도 선 · 주오 쾌속선 · 요코스카 · 소부 쾌속선 · 게이요 선 · ■ 우에노-도쿄라인 도쿄 메트로 마루노우치 선                | 도쿄도     | 지요다구                       |
| 우에노           | 上野         | 3.6            | 3.6            | 동일본 여객철도 야마노테 선 · 게이힌도호쿠 선 · 다카사키 선 · 우쓰노미야 선 · 조반 쾌속선 · ■ 조반선 · ■ 우에노-도쿄라인 도쿄 메트로 긴자 선 · 히비야 선 게이세이 전철 게이세이 본선 (게이세이우에노 역)    | 도쿄도     | 다이토구                       |
| 오미야           | 大宮         | 30.3           | 31.3           | 동일본 여객철도 조에쓰 신칸센 · 호쿠리쿠 신칸센 동일본 여객철도 게이힌도호쿠 선 · 사이쿄 선 · ■ 가와고에 선 · 다카사키 선 · 우쓰노미야 선 · 쇼난 신주쿠 라인 도부 철도 노다 선 사이타마 신도시 교통 뉴 셔틀 | 사이타마현 | 사이타마시 오미야구            |
| 오야마           | 小山         | 80.6           | 80.3           | 동일본 여객철도 우쓰노미야 선 · 쇼난 신주쿠 라인 · ■ 료모 선 · ■ 미토선 | 도치기현   | 오야마시                       |
| 우쓰노미야       | 宇都宮       | 109.5          | 109.0          | 동일본 여객철도 우쓰노미야 선 · 쇼난 신주쿠 라인 · ■ 닛코 선 우쓰노미야 라이트레일 우쓰노미야 하가 라이트레일 선                                                                                            | 도치기현   | 우쓰노미야시                   |
| 나스시오바라     | 那須塩原     | 157.8          | 152.4          | 동일본 여객철도 우쓰노미야 선 | 도치기현   | 나스시오바라시                 |
| 신시라카와       | 新白河       | 185.4          | 178.4          | 동일본 여객철도 ■ 도호쿠 본선 | 후쿠시마현 | 니시시라카와군 니시고촌        |
| 고리야마         | 郡山         | 226.7          | 213.9          | 동일본 여객철도 ■ 도호쿠 본선 · ■ 스이군선 · ■ 반에쓰사이선 · ■ 반에쓰토선 | 후쿠시마현 | 고리야마시                     |
| 후쿠시마         | 福島         | 272.8          | 255.1          | 동일본 여객철도 ■ 야마가타 신칸센 (야마가타역 · 신조역까지 직결운행) 동일본 여객철도 ■ 도호쿠 본선 · ■ 야마가타 선 아부쿠마 급행 ■ 아부쿠마 급행선 후쿠시마 교통 ■ 이자카 선                                | 후쿠시마현 | 후쿠시마시                     |
| 시로이시자오     | 白石蔵王     | 306.8          | 286.2          | | 미야기현   | 시로이시시                     |
| 센다이           | 仙台         | 351.8          | 325.4          | 동일본 여객철도 ■ 도호쿠 본선 (리후 지선 포함) ■ 센잔 선 · ■ 센세키 선 · ■ 센세키 도호쿠 라인 센다이 시영 지하철 ● 난보쿠 선 · ● 도자이 선 센다이 공항철도 ■ 센다이 공항선                                  | 미야기현   | 센다이시 미야기노구 · 아오바구 |
| 후루카와         | 古川         | 395.0          | 363.8          | 동일본 여객철도 ■ 리쿠우토 선 | 미야기현   | 오사키시                       |
| 구리코마 코겐    | くりこま高原 | 416.2          | 385.7          | | 미야기현   | 구리하라시                     |
| 이치노세키       | 一ノ関       | 445.1          | 406.3          | 동일본 여객철도 ■ 도호쿠 본선 · ■ 오후나토 선 | 이와테현   | 이치노세키시                   |
| 미즈사와에사시   | 水沢江刺     | 470.1          | 431.3          | | 이와테현   | 오슈시                         |
| 기타카미         | 北上         | 487.5          | 448.6          | 동일본 여객철도 ■ 도호쿠 본선 · ■ 기타카미 선 | 이와테현   | 기타카미시                     |
| 신하나마키       | 新花巻       | 500.0          | 463.1          | 동일본 여객철도 ■ 가마이시 선 | 이와테현   | 하나마키시                     |
| 모리오카         | 盛岡         | 535.3          | 496.5          | 동일본 여객철도 ■ 아키타 신칸센 (아키타역까지 직결운행) 동일본 여객철도 ■ 도호쿠 본선 · ■ 다자와코 선 · ■ 야마다 선 IGR 이와테 은하 철도 ■ 이와테 은하 철도선                                               | 이와테현   | 모리오카시                     |
| 이와테누마쿠나이 | いわて沼宮内 | 566.4          | 527.6          | IGR 이와테 은하 철도 ■ 이와테 은하 철도선 | 이와테현   | 이와테군 이와테정              |
| 니노헤           | 二戸         | 601.0          | 562.2          | IGR 이와테 은하 철도 ■ 이와테 은하 철도선 | 이와테현   | 니노헤시                       |
| 하치노헤         | 八戸         | 631.9          | 593.1          | 동일본 여객철도 ■ 하치노헤 선 아오이모리 철도 ■ 아오이모리 철도선 | 아오모리현 | 하치노헤시                     |
| 시치노헤토와다   | 七戸十和田   | 668.0          | 629.2          | | 아오모리현 | 가미키타군 시치노헤정          |
| 신아오모리       | 新青森       | 713.7          | 674.9          | 홋카이도 여객철도 홋카이도 신칸센 (신하코다테호쿠토역까지 직결운행) 동일본 여객철도 ■ 오우 본선 | 아오모리현 | 아오모리시                     |

## 특징

### 우에노 역
당초의 건설 계획에는 우에노역의 건설 계획은 없고, 어디까지나 도쿄역이나 신주쿠역과 마찬가지로 후보의 하나에 지나지 않았다. 그 중에 도쿄역을 시발점으로 하는 경우에는 우에노 역은 만들지 않게 되어 있었다. 그 때문에 루트도 닛포리역 부근에서 지하 터널로 들어가,우에노 공원의 바로 밑을 지나 아키하바라역 부근에서 지상에 나오게 되어 있었다. 그런데 미노베 료우키치 도쿄도 지사가 공원의 바로 밑을 지나는 루트에 난색을 나타낸다. 일찍이 게이세이 본선을 지하 루트로 건설했을 때에 시노바즈노이케의 물이 바싹 말라 버렸던 적이 있어, 그 반복된 실패는 피하고 싶다는 이유로부터였다. 거기서 재래선과 거의 같은 루트로 건설되게 되어 있었다.
하지만 우에노 역이 예부터 홋카이도·동북지방이나 호쿠리쿠 지방·북간토 지방에의 창구로서의 역할을 이루어 온 적도 있어, 현지 주민이나 아사쿠사지구의 주민이 맹반발. 현지 출신의 정치가도 말려들어 대규모 우에노 역 건설 청원 운동이 시작되었다(우에노를 시발역으로 할 수 없으면, 적어도 우에노 역을 만들었으면 좋겠다고 하는 것이었다). 그러나 일본 국철은 우에노 역 부근에 급커브가 있어 건설이 어려운 일이나, 역의 건설에 의한 비용의 증대를 이유로 난색을 나타냈기 때문에 양자의 교섭은 평행선이었다.
그러나 1975년에 들어가 도카이도 신칸센 시설 수선 때문에 주 1회의 운행 편수 삭감등의 잠정 다이어를 책정. 거기에 따라 도쿄역의 도호쿠·조에쓰 신칸센용 승강장 1개가 도카이도 신칸센에 전용되어(현재의 14·15번선) 도호쿠·조에쓰 신칸센용으로 예정되어 있던 승강장이 1개 줄어들게 되었다. 그 때문에 향후 호쿠리쿠 신칸센이나 홋카이도 신칸센의 연장·전노선 개통에 의해 신칸센망이 확대하면 모든 신칸센 열차를 도쿄역에서만 처리하는 것은 어렵고, 그것을 위한 제2터미널로서 우에노 역을 만드는 것도 현실적인 안이 아닌가 라고 하는 소리가 높아지기 시작해 1977년에 우에노 역 건설이 결정되었다.

### 도호쿠·조에쓰 신칸센 반대 운동
1973년 4월 26일부터 발생한 도다시·요노 시·우라와 시 일부에 의한 대규모 반대 운동이다. 공사지내에 눌러 앉아 행동·데모 행진·일본 국철 설명회 중단등이 실시되어 도호쿠·조에쓰 신칸센의 소음 대책이나 사이쿄 선의 쾌속 정차역수 등 현지의 요망이 실현화하는 계기가 되었다. 이 일련의 반대 운동을 「도호쿠·조에쓰 신칸센 반대 운동」이라고 한다.

### 도호쿠 신칸센을 둘러싸는 상황의 추이
- 1981년 - (신)아키타 공항 개항
- 1985년 - 도쿄 국제공항 - 센다이 공항·하나마키 공항 사이의 정기 여객편이 폐지
- 1987년 - 아오모리 공항이 구 공항으로부터 이전, 중형 제트기의 발착이 가능하게 되었다.
- 1987년 9월 - 도호쿠 자동차도(가와구치 JCT - 아오모리 IC)가 전선 개통
- 1988년 3월 - 세이칸 터널 영업 개시
- 1989년 9월 - 하치노헤 자동차도의 아시로 JCT - 이치노헤 IC사이가 개통해 도호쿠 자동차도와 하치노헤 IC가 고속도로에서 연결되었다.
- 1991년 7월 - 야마가타 자동차도의 세키사와 IC - 야마가타북 IC사이가 개통해 야마가타북 IC와 도호쿠 자동차도가 고속도로에서 연결되었다.
- 1991년 10월 - 쇼나이 공항 개항
- 1992년 10월 - 반에쓰 자동차도의 이나와시로 반다이 고원 IC - 아이즈반게 IC가 개통해, 아이즈와카마츠 IC와 도호쿠 자동차도가 고속도로에서 연결되었다.
- 1994년 9월 - 전일본공수가 도쿄 국제공항 - 아오모리 공항간의 여객편에 참가
- 1997년 - 항공 각사가 마일리지 서비스를 본격 도입
- 1998년 7월 - 오다테 노다이 공항 개항
- 1998 - 1999년 - 일본항공이 센다이 공항 - 아오모리 공항간에 여객편을 운행
- 2000년 2월 - 개정 항공법이 시행되어 항공운임이 인가제로부터 신고제로 이행
- 2002년 - 도쿄 국제공항 - 미사와 비행장 사이의 항공편이 감편 및 기재를 소형화
- 2002년 11월 - 도쿄 국제공항 - 야마가타 공항 사이의 여객편이 폐지
- 2003년 4월 - 도쿄 국제공항 - 야마가타 공항편이 1일 1왕복으로 부활. 전일본공수가 도쿄 국제공항 - 아오모리 공항간의 여객편으로부터 철퇴해,스카이 마크 에어라인즈(현：스카이 마크)에 이관
- 2003년 11월 - 스카이 마크 에어라인즈가 도쿄 국제공항 - 아오모리 공항간의 여객편으로부터 철퇴
- 2007년 3월 - 아오모리 공항의 짙은 안개로 인한 결항 대책을 위해 정밀 시스템 운영 개시

### 오미야 이남의 개통의 지연과 속도 제한
당초 계획에서는 지하 루트인 것이 지상 루트로 변경되었기 때문에, 소음 문제에 의한 연선 주민의 맹반대를 계속 받아(신칸센이 바로 밑을 지나는 아카바네의 세이비 학원이 대표적), 그 담보로 해서 아카바네역 부근까지 병행하도록 통근 철도의 새 선로(사이쿄 선)을 동시에 건설해, 오미야역 이남의 구간도 110km/h 제한이 되었다. 이러한 이유에 의해 신주쿠역·이케부쿠로역에서 도호쿠 신칸센을 이용하는 경우 쇼난 신주쿠 라인 경유로 오미야 역을 이용하는 것이 가장 편리하다(오미야 - 도쿄간은 신칸센으로도 약 24분 걸려, 병행하는 재래선의 특별 쾌속과 소요 시간이 큰 차이 없다).
덧붙여서 신칸센과 병행해 달히는 우쓰노미야 선 상행 열차의 오야마역 도착전의 차장으로부터의 환승 안내에서는 시간대에 의해, 상행 신칸센의 환승 안내를 생략 혹은 「이쪽의 열차(재래선)가 신칸센보다 먼저 우에노에 도착합니다」혹은 「도착 시각은 그다지 바뀌지 않으므로 이대로 재래선을 이용하십시오」라는 아나운스를 하고 있다(오야마 역 정차의 신칸센 열차가 적고, 대기 시간이 길어지는 것이 많기 때문이다.)

## 운행 형태

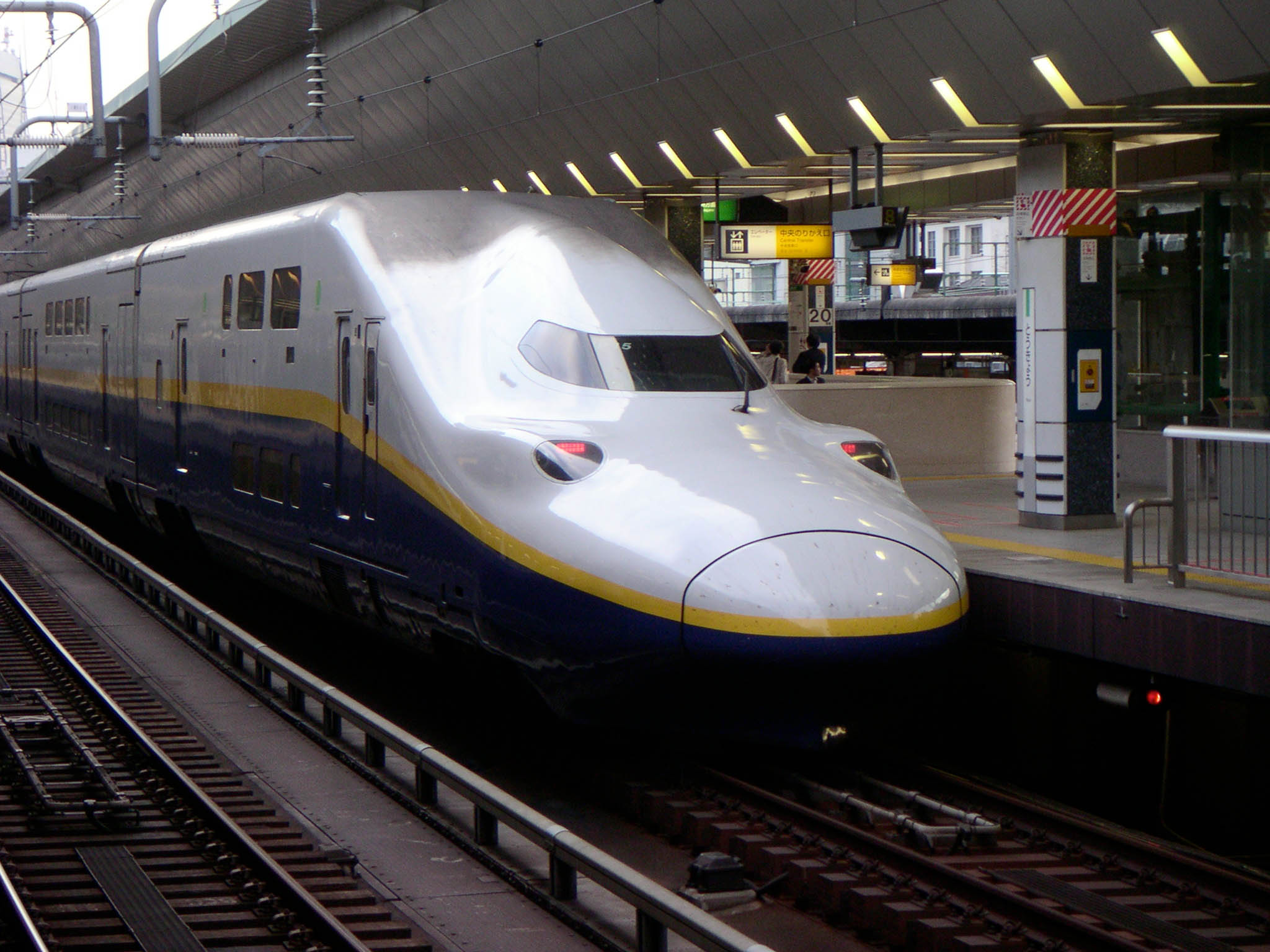
도쿄역에 정차한 E4계

### 현재의 운행 형태
도쿄에서 하치노헤·모리오카 방면에는 대개 1시간에 1차량의 비율로 센다이 방면의 구간 열차가 운행되고 있다. 정차역에 관해서도 대개 고정되고 있지만, 시간대에 따라서는 정차역이 증가하거나 줄어들거나 하는 열차도 있다.
- 고마치 - 아키타 신칸센 직통(도쿄 - 모리오카간은 「하야부사」에 병결)
- 쓰바사 - 야마가타 신칸센 직통(도쿄 - 후쿠시마간은 「야마비코」에 병결. 정기 열차의 121·160호와 임시 열차의 일부는 전구간 단독 운전)

| 하야부사                       | ● | ■ | ● | ↔ | ↔ | ↔ | ↔ | ↔ | ↔                                           | ↔                                           | ●                                           | ■                                           | ■                                           | ■                                           | ■                                           | ■                                           | ■                                           | ●                                           | ■                                           | ■                                           | ■                                           | ■                                           | ●                                           |                                             |                        |                        |                        |                        |                        |                        |                        |                        |                        |                        |
| 하야테                         |   |   |   |   |   |   |   |   |                                             |                                             |                                             |                                             |                                             |                                             |                                             |                                             |                                             | ●                                           | ↔                                           | ●                                           | ●                                           | ●                                           | ●                                           |                                             |                        |                        |                        |                        |                        |                        |                        |                        |                        |                        |
| 고마치                         | ● | ■ | ● | ↔ | ↔ | ↔ | ↔ | ↔ | ↔                                           | ↔                                           | ●                                           | ■                                           | ■                                           | ■                                           | ■                                           | ■                                           | ■                                           | ●                                           | (하야부사와 중련 운행)                      | (하야부사와 중련 운행)                      | (하야부사와 중련 운행)                      | (하야부사와 중련 운행)                      | (하야부사와 중련 운행)                      | (하야부사와 중련 운행)                      | (하야부사와 중련 운행) | (하야부사와 중련 운행) | (하야부사와 중련 운행) | (하야부사와 중련 운행) | (하야부사와 중련 운행) | (하야부사와 중련 운행) | (하야부사와 중련 운행) | (하야부사와 중련 운행) | (하야부사와 중련 운행) | (하야부사와 중련 운행) |
| 야마비코                       | ● | ● | ● | ■ | ● | ■ | ■ | ● | ●                                           | ■                                           | ●                                           | ●                                           | ●                                           | ●                                           | ●                                           | ●                                           | ●                                           | ●                                           | (일부 시간대 쓰바사와 중련 운행)            | (일부 시간대 쓰바사와 중련 운행)            | (일부 시간대 쓰바사와 중련 운행)            | (일부 시간대 쓰바사와 중련 운행)            | (일부 시간대 쓰바사와 중련 운행)            |                                             |                        |                        |                        |                        |                        |                        |                        |                        |                        |                        |
| 쓰바사                         | ● | ■ | ● | ↔ | ● | ↔ | ↔ | ● | ●                                           | (야마비코와 중련 운행)                      | (야마비코와 중련 운행)                      | (야마비코와 중련 운행)                      | (야마비코와 중련 운행)                      | (야마비코와 중련 운행)                      | (야마비코와 중련 운행)                      | (야마비코와 중련 운행)                      | (야마비코와 중련 운행)                      | (야마비코와 중련 운행)                      | (야마비코와 중련 운행)                      | (야마비코와 중련 운행)                      | (야마비코와 중련 운행)                      | (야마비코와 중련 운행)                      | (야마비코와 중련 운행)                      | (야마비코와 중련 운행)                      | (야마비코와 중련 운행) |                        |                        |                        |                        |                        |                        |                        |                        |                        |
| 나스노                         | ● | ● | ● | ● | ● | ● | ● | ● | (일부 시간대 오야마, 나스시오바라까지 운행) | (일부 시간대 오야마, 나스시오바라까지 운행) | (일부 시간대 오야마, 나스시오바라까지 운행) | (일부 시간대 오야마, 나스시오바라까지 운행) | (일부 시간대 오야마, 나스시오바라까지 운행) | (일부 시간대 오야마, 나스시오바라까지 운행) | (일부 시간대 오야마, 나스시오바라까지 운행) | (일부 시간대 오야마, 나스시오바라까지 운행) | (일부 시간대 오야마, 나스시오바라까지 운행) | (일부 시간대 오야마, 나스시오바라까지 운행) | (일부 시간대 오야마, 나스시오바라까지 운행) | (일부 시간대 오야마, 나스시오바라까지 운행) | (일부 시간대 오야마, 나스시오바라까지 운행) | (일부 시간대 오야마, 나스시오바라까지 운행) | (일부 시간대 오야마, 나스시오바라까지 운행) | (일부 시간대 오야마, 나스시오바라까지 운행) |                        |                        |                        |                        |                        |                        |                        |                        |                        |                        |
| ●＝정차；■＝일부 정차；↔＝통과 |   |   |   |   |   |   |   |   |                                             |                                             |                                             |                                             |                                             |                                             |                                             |                                             |                                             |                                             |                                             |                                             |                                             |                                             |                                             |                                             |                        |                        |                        |                        |                        |                        |                        |                        |                        |                        |

### 열차의 개요
개통 당초는 도카이도·산요 신칸센에 모방해 「히카리」에 해당하는 속달 타입을 「야마비코」, 「야마비코」에 해당하는 각 역 정차 타입을 「아오바」라고 하고 있었다.
그러나, 1995년 12월 다이어 개정의 근거리 신칸센 등장에 맞추어 도호쿠·조에쓰 양신칸센의 열차명을 운행 구간별로 하는 애칭의 재편을 해 도쿄 - 나스시오바라간의 근거리 신칸센 「아오바」을 「나스노」로서 분리하는 것과 동시에, 센다이 - 모리오카간의 「아오바」를 「야마비코」에 통합. 그리고 1997년 10월의 다이어 개정에서는 도쿄 - 센다이간의 「아오바」가 「야마비코」에 통합되어 「아오바」의 애칭은 소멸했다. 그리고 2002년 12월의 하치노헤 연장 개통시의 다이어 개정에서는 도쿄·센다이·모리오카 - 모리오카·하치노헤간의 열차로서 「하야테」가 신설되어 현재는 대개 행선지별로 열차 애칭이 첨부 되고 있다.
다만, 정차역은 기본적으로 대개 각 행에 따라 어느 정도 정리는 되고 있지만, 통일화는 되어 있지 않다.

### 열차 애칭
하야부사
주로 도쿄 - 신하코다테호쿠토간을 묶는 최속달 열차의 애칭. 전차 지정석이며, 특히 시속 300km이상으로 주행하는 열차만 「하야부사」의 명칭이 이용되고 있다. 최대 320km/h로 주행한다. 정차역은 도쿄, 오미야, 센다이, 모리오카, 신아오모리, 신하코다테호쿠토이며, 센다이 이북에서는 센다이 - 신하코다테호쿠토간 각 역의 이용 상황이나 다이어에 따라 열차마다 정차역이 추가 설정된다.
기본적으로 도쿄 - 센다이·모리오카간에서는 「고마치」(도쿄 - 아키타)를 병결하는 방식으로 17량이 운행된다.
하야테
주로 도쿄 - 모리오카간을 묶는 속달 열차의 애칭. 전차 지정석. 정차역은 도쿄, 우에노, 오미야, 센다이이며, 센다이 이북에서는 센다이 - 모리오카간 각 역에 정차한다. 2019년 3월, 모든 하야테가 하야부사로 통합과 동시에 폐지되었다.
모리오카 - 신아오모리간의 각 역 정차 구간편도 존재한다. 이쪽은 자유석이 설정되어 있다. 최고속도는 시속 275km이다.
야마비코·Max 야마비코
주로 도쿄 - 센다이·모리오카간을 달리는 준속달 열차의 애칭. 정기 열차의 거의 전편이 도쿄, 우에노, 오미야, 우쓰노미야, 고리야마, 후쿠시마, 센다이 각 역에 정차한다. 도쿄 - 모리오카간에 매시 1왕복 운행되는 「야마비코」(아침/저녁의 일부 열차는 시로이시자오 정차)와 도쿄 - 센다이간에 매시 1왕복 운행되어 도쿄 - 후쿠시마간에 「쓰바사」(도쿄 - 야마가타·신죠)를 병결 하는 「Max 야마비코」가 있다. 후자는 시로이시자오역에도 정차한다(일부 열차는 통과). 정기 열차의 경우, 도쿄 - 모리오카편(속달)에도 「하야테」의 명칭이 이용되고 있지만, 임시 열차의 경우 도쿄 - 모리오카편(속달)에는 「야마비코」의 명칭이 이용되는 일이 있다(그 중에는 전석 지정도 있었다). 「야마비코」(「하야테」등장 이전의 속달 타입)는 「고마치」와도 병결 운행을 실시하고 있었지만, 「하야테」등장 이후의 병결 운행은 극히 일부를 제외하고는 「쓰바사」이다. 「하야테」등장 이후도 도쿄 - 모리오카간 운전의 「하야테」설정까지는 다객기의 일부만 「야마비코」와「고마치」의 병결 운행이 보였다.
도쿄 - 센다이간의 준 각 역 정차 열차도 존재한다(주중은 시로이시자오 역 통과).「나스노」와 함께 상기의 「야마비코」가 정차하지 않는 오야마역·나스시오바라역·신시라카와역에 정차한다.　2012년 9월, 모든 「Max야마비코」가 폐지되어, E2계 「야마비코」로 변경되었다.
나스시오바라·고리야마 - 센다이 및 센다이 - 모리오카간의 각 역 정차 구간편도 존재한다.
나스노·Max 나스노
근거리 신칸센(통근 신칸센)의 도입에 수반해 등장한 열차 명칭으로, 주된 운행 구간은 도쿄 - 나스시오바라·고리야마이다. 주로 아침/저녁의 도치기현 - 도심간의 여객 수요에 대응하는 열차로, 주중은 각 역 정차의 「야마비코」와 함께 도쿄 - 우쓰노미야간 이용객의 착석 기회를 늘리는 것을 부차적인 목적으로 한다. 운행 개시 당초는 나스시오바라 이남만으로의 운행이었지만, 아키타 신칸센 개통에 수반하는 속달 타입의 증가에 의한 신시라카와역·고리야마역 정차편감을 보충하는 형태로 운행 구간이 고리야마 역까지 연장되었다(격시 1편운행). 이것에 의해 「야마비코」와의 환승이 약간 개선되었다. 아침/저녁은 휴일 운휴가 되는 편이 있다. 2012년 9월, 모든 「Max나스노」가 폐지되어, E2계로 변경되었다.
| 이름     | 기점 | 종점             | 자유석 | 지정석 추가 요금 | 그랜클래스               | 사용 차량      |
| -------- | ---- | ---------------- | ------ | ---------------- | ------------------------ | -------------- |
| 하야부사 | 도쿄 | 신하코다테호쿠토 | 아니오 | 예               | 예                       | E5,H5          |
| 하야테   | 도쿄 | 신하코다테호쿠토 | 아니오 | 아니오           | 일부                     | E2,E5          |
| 야마비코 | 도쿄 | 모리오카         | 예     | 아니오           | 일부                     | E2,E3,E5,H5,E6 |
| 나스노   | 도쿄 | 고리야마         | 예     | 아니오           | 일부 차내 서비스가 없다. | E2,E3,E5,E6    |
| 고마치   | 도쿄 | 아키타           | 아니오 | 예               | 아니오                   | E6             |
| 쓰바사   | 도쿄 | 신조             | 예     | 아니오           | 아니오                   | E3             |

### 차량

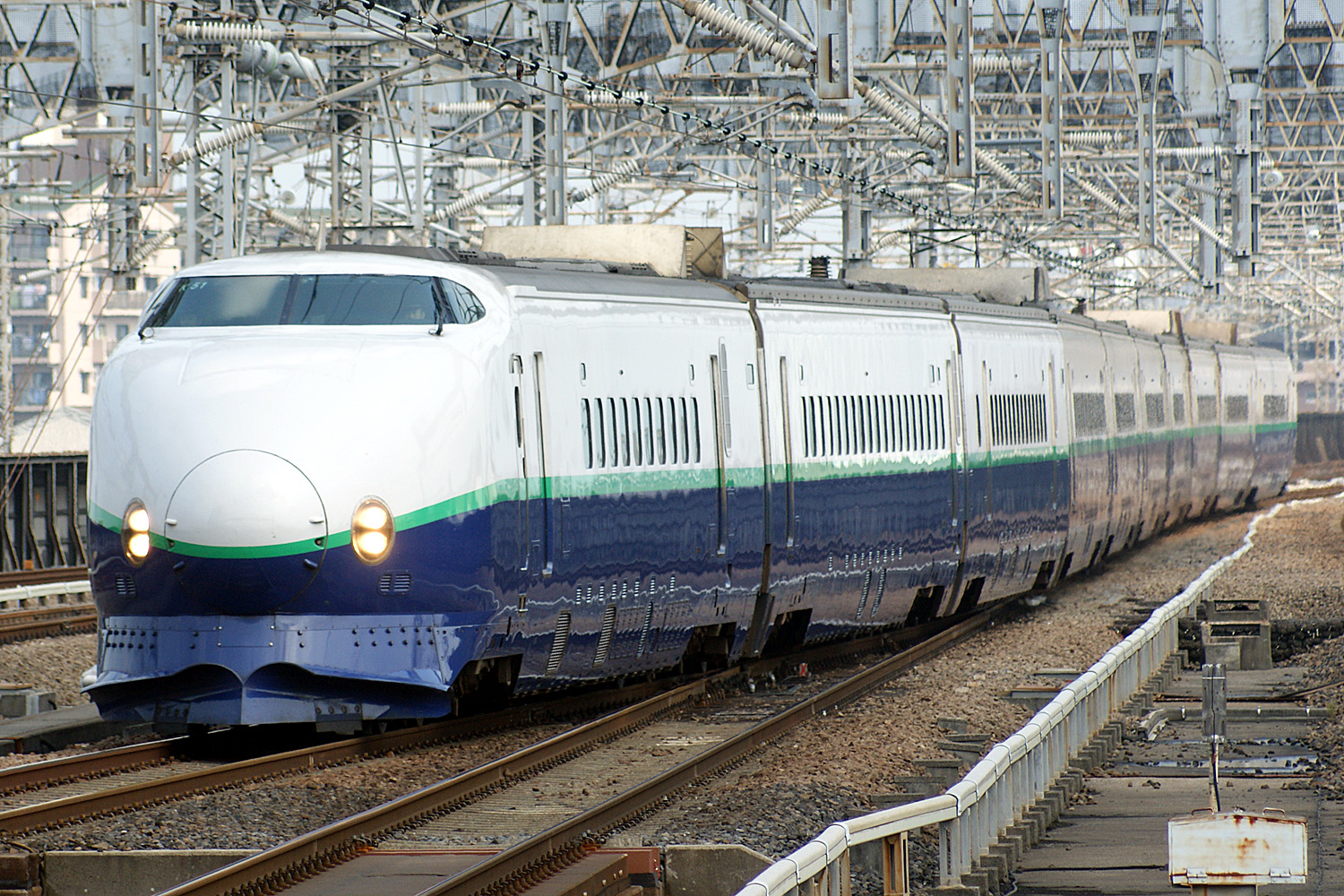
200계 리뉴얼차 - 오미야 역 (2008년 7월 촬영)

| 차량  | 최고 속도 （단위 : km/h） | 최고 속도 （단위 : km/h） | 도입 시기 | 운행 중단 시기 |
| 차량  | 하야부사 하야테           | 야마비코 나스노           | 도입 시기 | 운행 중단 시기 |
| ----- | ------------------------- | ------------------------- | --------- | -------------- |
| 200계 | 240 ~ 275                 | 240 ~ 275                 | 1982년    | 2011년         |
| 400계 | 240                       | 240                       | 1992년    | 2010년         |
| E1계  | 240                       | 240                       | 1994년    | 1999년         |
| E2계  | 240 ~ 275                 | 240 ~ 275                 | 1997년    | 2024년         |
| E3계  | 240 ~ 275                 | 240 ~ 275                 | 1997년    | 현재           |
| E4계  | 240                       | 240                       | 1997년    | 2012년         |
| E5계  | 260 ~ 320                 | 260 ~ 320                 | 2009년    | 현재           |
| E6계  | 260 ~ 320                 | 260 ~ 320                 | 2013년    | 현재           |
| E8계  | 260 ~ 320                 | 260 ~ 320                 | 2024년    | 현재           |